# Jamie Rickers
Jamie Rickers est un animateur anglais né le 21 mai 1971 à Chelmsford, Essex, en Angleterre, connu notamment pour avoir présenté Prouve-le ! sur Gulli et Toonattik sur Citv (GMTV).
Il arrête ses études à 16 ans pour avoir un diplôme de chant.